# Village médiéval déserté de Montchauvet
Le village médiéval déserté de Montchauvet, situé dans la commune de Saugues (Haute-Loire), sur le flanc oriental du mont Chauvet, est un site archéologique redécouvert en 1965 et sondé de 1966 à 1991 par les équipes du frère Joseph Fabre et en 1994 par José Raymond et Christian Sermet, étudiants en archéologie de l'université de Lyon II. La majorité du matériel exhumé est médiéval.

## Contextes historiques
La famille de Montchauvet, issue de Saugues, est connue par Guillaume de Montchauvet qui est bailli de Saugues pour le seigneur de Mercœur au XIVe siècle. La Cour commune du Gévaudan instruit une longue procédure en 1336 puis en 1337 contre Guillaume de Montchauvet (Montcalvet), seigneur de Servières et bailli de Saugues.
Guillaume est marié à Delphine de Giberges. Trois membres de cette famille, Hugues de Giberges, Julien et Bertrand de Giberges sont mentionnés comme prêtres et clercs de la Communauté de Saint-Médard de Saugues en 1311.
Le couple a deux enfants connus : Cécile et Agnès. Cécile se marie avec Armand de La Fagette et Agnès avec Jean de Chastel. Ce dernier entre en possession du château de Servières, du château de Montchauvet et des cens et des droits qui y sont liés après les décès de Guillaume et Delphine en 1345 et 1348.
Puis le château et le village de Montchauvet sont délaissés au profit de Servières qui devient le plus important habitat de cette partie de la vallée du Pontajou. La famille de Chastel et leurs descendants vont rester en possession de Servières pendant quatre siècles.

## Blasons des familles
| Image               | Nom de la famille et blasonnement |
| ------------------- | --- |
| Pas de blason connu | Montchauvet, Montchauvet de Servières |
| Pas de blason connu | Giberges |
|                     | Chastel, Chastel de Condres, Chastel de Servières De gueules, à la tour d'argent, maçonnée et donjonnée de sable, surmontée d'un croissant d'argent., |

## Recherches archéologiques
Le village est étagé sur les pentes nord-est du Montchauvet (1 485 mètres) appartenant à la crête de la Margeride. Il surplombe la petite vallée du Pontajou qui commence à la frontière des anciennes provinces de l'Auvergne du Gévaudan et finit en s'ouvrant sur la vallée de Saugues.
Le site est redécouvert en 1965 par trois frères des Écoles chrétiennes menés par le frère J. Fabre sur indications des habitants des villages alentour puis le village est sondé sous la direction du frère Joseph Fabre de 1965 à 1991 et par José Raymond et Christian Sermet, étudiants en Diplôme d'études approfondies d'archéologie (DEA) à l'université Lyon-II sous la direction de Jean-Michel Poisson, en 1994. Un inventaire de la céramique est actuellement[Quand ?] en cours de réalisation par Sophie Furtos, étudiante en archéologie à Lyon-II sous la direction de Jean-Michel Poisson.
Ces recherches ont démontré que le village de Montchauvet date du haut Moyen Âge (Xe siècle aux XIVe et XVe siècles) bien qu'il y ait des traces de présences humaines au néolithique (pointes de flèches en silex). Ce site offre aussi plusieurs types de structures : constructions castrales des Xe siècle et XIIe siècle, des aménagements défensifs (fossés, rempart), des cases d'habitat du type maison longue avec séparation interne et un aménagement de terrasses de cultures.

## Mise en patrimoine
Le site archéologique est inscrit au titre des monuments historiques par arrêté du 5 janvier 1989. Le lieu d'exposition a été enrichi de vitrines prêtées par le musée d'histoire naturelle - Guimet de Lyon.  Une exposition permanente présentait les objets de la vie quotidienne entre 1998 et 2013 dans la ferme de Montchauvet. Le lieu d'exposition est fermé depuis le 1er janvier 2014. Les collections et le centre de documentation occupent la maison du docteur Jean-Claude Simon à Saugues depuis 2015.
Le village est situé sur des terrains privés. La visite est possible sous certaines conditions et dans le respect de la sauvegarde de ce patrimoine. L'association  gestionnaire élabore de nouveaux projets.